# Praga Baby
Der Praga Baby war ein von 1934 bis 1937 hergestellter Kleinwagen.

## Geschichte
1934 wurde der Bau des Kleinwagens Praga Piccolo zunächst eingestellt und durch den Praga Super Piccolo ersetzt. Der Super Piccolo war indessen eher als Mittelklassewagen anzusprechen. Um weiterhin einen Kleinwagen im Programm zu haben, konstruierte man den Praga Baby. von ihm wurden 3963 oder 3950 Stück bis zum Produktionsende 1937 gebaut. 

## Technik
Der wassergekühlte Vierzylindermotor mit Grauguss-Zylinderblock und Kurbelgehäuse aus Elektron (einer Magnesiumlegierung) stammte aus dem Praga Piccolo und leistete 22 PS (16 kW) bei 3200/min. Er hatte seitlich stehende Ventile, eine Bohrung von 60 und einen Hub von 88 mm, woraus sich ein Hubraum von 996 cm³ ergibt. Das Getriebe hatte 3 Vorwärtsgänge (die beiden oberen synchronisiert) und einen Rückwärtsgang. Das Fahrzeug war bei 2,54 m  Radstand 3,68 m lang und 1,35 m breit. Es wog leer 560 kg  und beladen max. 760 kg. Der Benzinverbrauch lag bei 9 l/100 km. Die Höchstgeschwindigkeit betrug 92 km/h. Der Wagen kostete 21.500 bis 23.200 Kronen.
1935 wurde der Wagen auf 1,42 m verbreitert und bekam ein Differentialgetriebe an der Hinterachse Die Leermasse erhöhte sich auf 620 kg, beladen waren 860 kg zulässig.
In der westlichen Motorpresse wird bisweilen eine Variante mit Zweizylinder-800cm³-Motor erwähnt, die jedoch im neueren insbesondere tschechischen Schrifttum nirgends erwähnt wird und die es wahrscheinlich nie gab.